# Mustard Service
Mustard Service es una banda de funk, zest-pop e indie-rock original de Miami, Florida. Formada en 2017 por uno de sus actuales integrantes (Marco Rivero Ochoa) tras haber sido echado de otra banda y tras haber creado la que sería su canción más popular hasta la fecha: «Taking Up Space».

## Integrantes
La banda, se encuentra formada por Marco Rivero Ochoa (guitarra y voz), Augusto «Toots» Di Catarina (bajo y voz de apoyo), Gabriel «Nuchi» Marinuchi (guitarra), Leo «Big Guy» Cattani (teclado) y Adam Rhodes (batería). Siendo Armando Baeza, su productor.

## Historia

### 2017: Formación y Zest Pop
En una entrevista a la banda, tras la pregunta de a quién se le ocurrió la idea de hacer una banda. Marco respondió: «...Bueno, estaba en una banda con Tuto y nuestro ex-baterista, por un mes antes de que me sacaran. Me echaron porque era el bajista y no tenía un bajo o un amplificador para el bajo. Entonces un mes después escribí una canción llamada «Taking Up Space», y se la llevé a nuestro exbaterista, quien ahora es nuestro productor, y luego empezamos a grabar un álbum. Y se lo llevé a los chicos...».
A partir de ese momento la banda ya conformada decidió quién tocaría qué y empezaron a grabar canciones, descartando las que les parecían las peores y conservando las que les parecían las mejores. Aprovechando el momento también para lanzar «Zest Pop», el 17 de junio de 2017. Contando el trabajo con canciones como la conocida «Taking Up Space», «Get Fucked», «Oh, Honey Baby» y «I’m Sorry I Hit You With My Flip Flop». Entre otras.

### 2019: (With Your Lover), Daddy Dookie Brown y Need
El 7 de febrero de 2019, la banda lanzaría su segundo trabajo: «(With Your Lover)». Un sencillo doble, en donde primero en «Pleasantries», se narran los placeres y reflexiones de una pareja; para acabar con «Arguments», en donde se narran las discusiones y pequeñas peleas entre la misma.
Más tarde ese año, específicamente el 25 de julio de 2019. La banda sacaría al público otro sencillo, esta vez acompañado de un vídeo musical: «Daddy Dookie Brown».
Finalizando el año, el 11 de noviembre. Se lanzaría su último sencillo antes de su segundo álbum de estudio, «Need».

### 2020: C’est La Vie
El 1 de marzo de 2020. La banda (mediante una publicación en la red social de Instagram) anunciaría el que vendría a ser su siguiente álbum de estudio: «C’est La Vie». El álbum, pensado para ser lanzado el día 23 de ese mismo mes, con portada diseñada por el ilustrador de Los Ángeles, Liam Hopkins.
El álbum fue lanzado el 23 de marzo del mismo año vía plataformas de streaming. Con 11 canciones, de las cuales (Need, Daddy Dookie Brown, Pleasentries y Arguments) ya habían sido lanzadas con anterioridad, supera en duración a su anterior trabajo.
El disco tiene un enfoque distinto tanto musical como líricamente. Marco afirmó que «...Cuando escribí Zest Pop, no creí que nadie fuera a escucharlo, así que escribí lo que quise, como si fuera un diario personal... entonces me di cuenta que había gente que lo escuchaba, y dije, ya no quiero escribir nada personal. ¡Quería escribir sobre un chico al que le gusta que le orinen encima (en referencia a Daddy Dookie Brown), así que...»
Musicalmente, el trabajo incorpora elementos más "sofisticados", de géneros, como el Soul, el Jazz, y el RnB.